# Lac de l'Ucker supérieur
Le Lac de l'Ucker supérieur (allemand : Oberuckersee) est un lac situé dans le Nord de l'Allemagne dans le Land du Brandebourg et l'arrondissement d'Uckermark. Il se trouve sur le cours de la rivière Uecker, sa superficie est de 6,85 km2.

## Source
- (de) Cet article est partiellement ou en totalité issu de l’article de Wikipédia en allemand intitulé « Oberuckersee » (voir la liste des auteurs).